# Ouled Khoudir
Ouled Khoudir (ou Oulad Khodeïr) est une commune de la wilaya de Béni Abbès en Algérie.

## Géographie

### Situation
Le territoire de la commune d'Ouled Khoudir est situé au sud-est de la wilaya de Béchar. Son chef-lieu est situé à 377 km au sud-est de Béchar.
|         | Timoudi       |                    |
| Timoudi | Ouled Khoudir | ? (Wilaya d'Adrar) |
|         | Ksabi         |                    |

### Relief et hydrographie
La ville d'Ouled Khoudir est située à l'est du chott de Sebkha de Kerzzaz.

### Localités de la commune
Lors du découpage administratif de 1984, la commune d'Ouled Khoudir est constituée des localités suivantes : Ouled Khoudir, Ouled Raffaa, El Ksar, Khebaïb et Meslila.

### Transports
La commune d'Ouled Khoudir est traversée par la route nationale 6 (RN 6), dite « route des Oasis », qui relie la ville de Sig, située au nord-ouest de l'Algérie, à la ville de Timiaouine, située à l’extrême sud de l'Algérie à la frontière avec le Mali, via Béchar et Adrar.